# Station Cerisi-Belle-Étoile
Station Cerisi-Belle-Étoile is een voormalige spoorweghalte, gelegen op het grondgebied van de gemeente Cerisy-Belle-Étoile in het departement Orne, in de regio Normandië in Frankrijk. Het station bevond zich aan de in 2022 nog immer in gebruik zijnde lijn van Argentan naar Granville, en was het eindstation van een lijn naar Caen. Dit is een van de weinige gevallen waar de spelling van de stationsnaam verschilt van die van de locatie; het station heet Cerisi en de plaats Cerisy.

## Ligging
Station Cerisi-Belle-Étoile ligt op een hoogte van 175 m en bevindt zich op kilometerpunt (PK) 49,831 van de lijn van Argentan naar Granville, tussen de in gebruik zijnde stations van Flers en Vire. richting Vire bevonden zich eveneens de stations van respectievelijk Montsecret-Vassy, Bernières-le-Patry en Viessoix; deze zijn allemaal buiten gebruik. Het is ook het eindpuntstation (bij PK 300,502) van de oude lijn van Caen naar Cerisy-Belle-Étoile, waarvan het voorgaande station dat van Caligny is.

## Geschiedenis
Het station is in 1867 geopend toen de verbindingslijn van Argentan naar Flers door de Compagnie des chemins de fer de l'Ouest werd verlengd tot Vire. Het jaar daarop, op 9 november 1868, opende een zijlijn over een traject van ongeveer 19km richting Berjou.
De voormalige regio Basse-Normandie had plannen om vanaf de zomer van 2011 een toeristentrein te proberen tussen het station van Pont-Érambourg en Cerisy-Belle-Étoile.